# Ялиновка
Ялиновка (укр. Ялинівка) — село в Летичевском районе Хмельницкой области Украины.
Население по переписи 2001 года составляло 279 человек. Почтовый индекс — 31524. Телефонный код — 3857. Занимает площадь 1,524 км². Код КОАТУУ — 6823087001.

## Местный совет
31524, Хмельницкая обл., Летичевский р-н, с. Ялиновка, ул. Октябрьская, 14/а